# カヴァレーロヴォ
カヴァレーロヴォ（ロシア語: Кавалерово）はロシア連邦東部の沿海地方にあり、カヴァレーロヴォ地区の中心に位置する町。人口は15,381人（2010年全ロシア国勢調査）。